# Dschaida
Dschaida, arabisch جيداء Dschaidāʾ, DMG Ǧaidāʾ (geb. im 10. Jahrhundert, gest. im 10. oder 11. Jahrhundert) war eine Sängersklavin im Besitz von Saif al-Daula (916–967, reg. 945–967), dem Hamdaniden-Emir von Aleppo und Mossul.

## Leben
Dschaida wird als äußert schöne Frau und begnadete Dichterin und Sängerin beschrieben. Neben ihren eigenen Dichtversen und Kompositionen bediente sie sich unter anderem der Poesie von Abdallah ibn al-Mu'tazz.
Nach einem Bericht bei al-Tha'alibi begegnete der Hamdaniden-Emir Saif al-Daula womöglich in Bagdad bei einer Veranstaltung von Sängersklavinnen Dschaida, die er später kaufte. Bei ihren Auftritten pflegte sie im Sitzungssaal des Saif al-Daula von den Gästen durch einen Vorhang getrennt beizuwohnen, während ihr Herr Saif al-Daula gemeinhin auf ihrer Seite des Vorhangs war.

## Poesie (Auswahl)
- „Ich überließ die Nachtreise hinter mir für denjenigen, der wenig hat, und ich beschlug meine Pferde mit den Juwelen deiner Wohltaten. Ich fessele mich selbst aus Liebe an deine Liebesleidenschaft. Wer die Wohltat in Fesseln findet, der ist gefesselt.“ – Dschaida über ihren Herrn Saif al-Daula.
- „Oh lange Sehnsucht nach der morgigen Reise! Oh Betrübnis darüber, wenn die Zeit kommt! Die Liebe zehrt mich auf, wenn sie mir begegnet.“

## Rezeption
Dschaida findet in der klassisch-arabischen Literatur u. a. Erwähnung in Kitāb Yatīmat al-dahr fī mahāsin ahl al-ʿaṣr, dem bekanntesten Werk von al-Tha'alibi (961–1038) und Masālik al-abṣār fī mamālik al-amṣār von Ibn Fadlallah al-Umari (1301–1349).